# Charles-André Hamelin
Pour les articles homonymes, voir Hamelin.
Charles-André Hamelin (20 avril 1947 - 29 juillet 1993) est un homme d'affaires, journaliste et homme politique fédéral du Québec.

## Biographie
Il devint député du Parti progressiste-conservateur du Canada dans la circonscription fédérale de Charlevoix en 1984. Ne se représentant pas dans Charlevoix en 1988, le premier ministre Brian Mulroney lui succéda à titre de député. Il fut défait par le libéral Jean-Claude Malépart dans Laurier—Sainte-Marie en 1988.